# Vrouwen en kinderen eerst

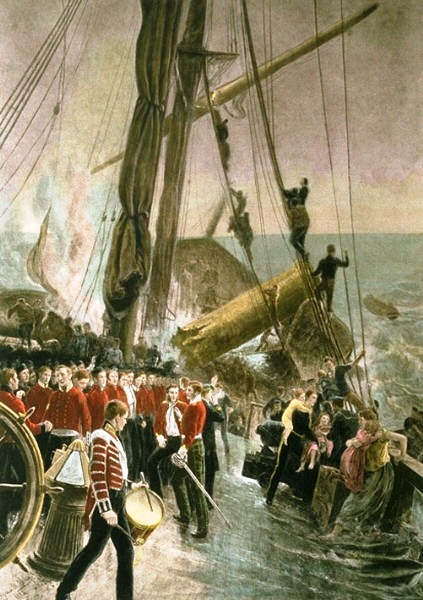
Soldaten rustig aan dek terwijl HMS Birkenhead zinkt.

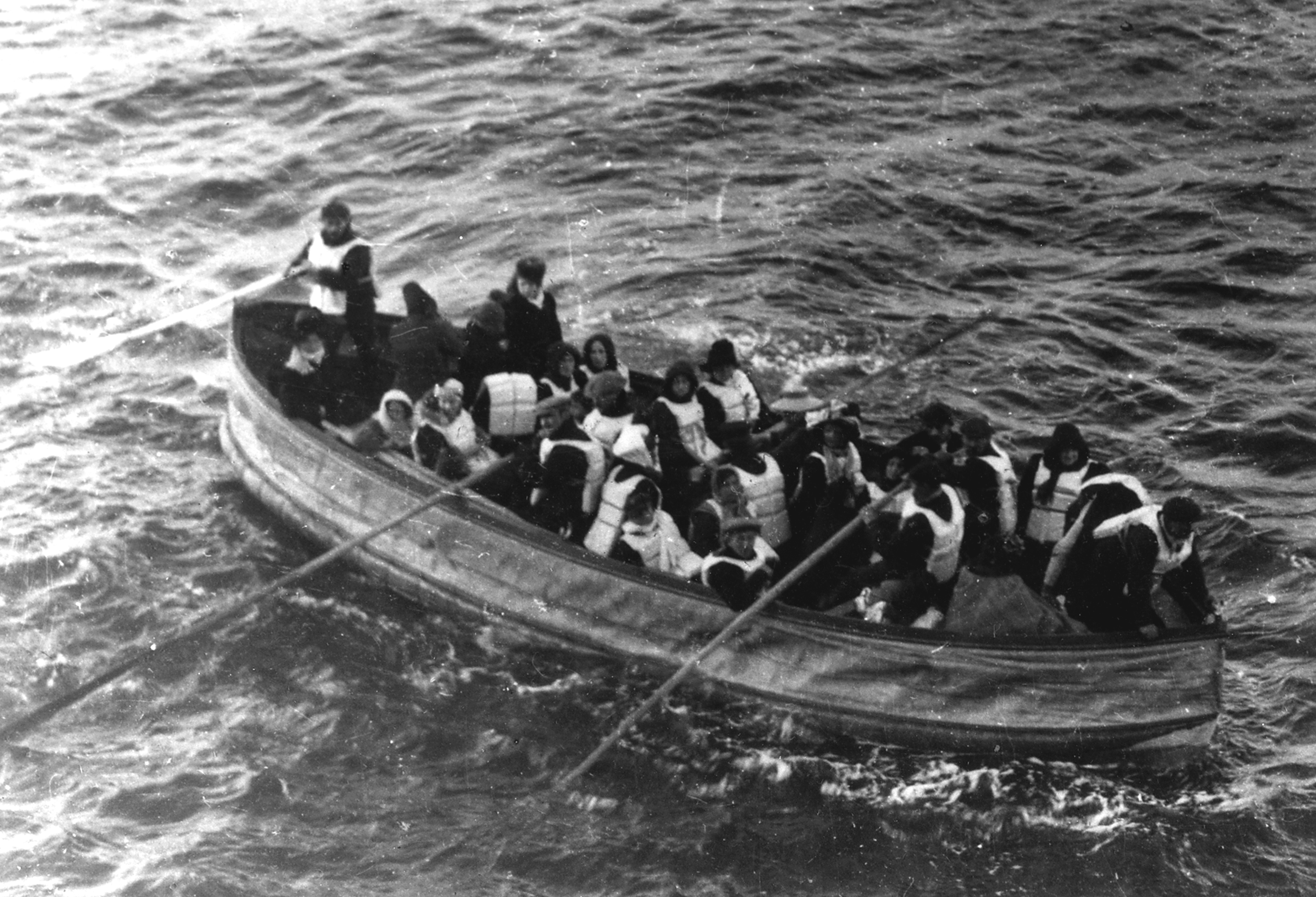
Overlevenden van de RMS Titanic aan boord van een reddingsboot in april 1912.

Vrouwen en kinderen eerst is een uitspraak die stelt dat vrouwen en kinderen eerst gered moeten worden (in tegenstelling tot "iedereen voor zichzelf"), als niet alle personen uit een groep mensen tegelijk in veiligheid kunnen worden gebracht.
Tijdens het zinken van de HMS Birkenhead in 1852 werd dit principe in praktijk gebracht, hoewel de uitspraak pas in 1860 werd bedacht.
Hoewel zij nooit werd opgenomen in de internationale scheepswet, werd de uitspraak populair door het gebruik op de RMS Titanic in 1912, waar als gevolg van dit principe 74% van de vrouwen aan boord werd gered, 52% van de kinderen en slechts 20% van de mannen.
Vaak blijkt dat het principe zowel bij scheepsrampen (Costa Concordia in 2012) als bij andere calamiteiten (bijvoorbeeld in voetbalstadions, zoals het Heizeldrama in 1985 en de Hillsboroughramp in 1989) niet wordt toegepast en juist kwetsbare mensen onder de voet worden gelopen.